# تقوية الامتصاص
في مجال الهندسة النووية يقصد بـ تقوية الامتصاص(بالإنجليزي: Absorption hardening) زيادة متوسط طاقة تسكين النيترونات بزيادة مقاطع امتصاص الطاقة لخفض مستوى تسكين النيترون.